# Provincia del Bajan-Ôlgij

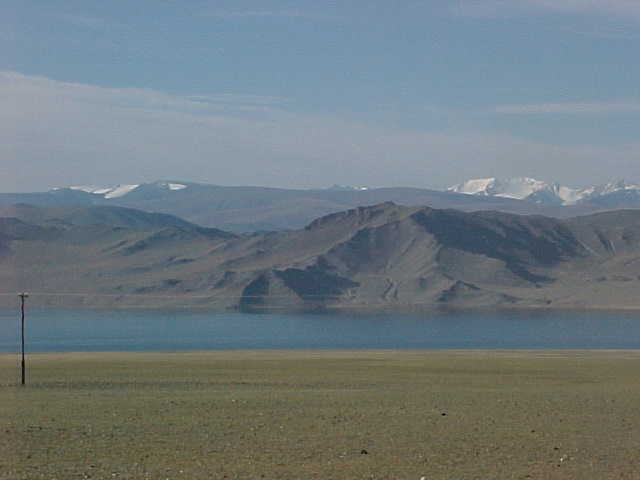
Il lago Tolbo all'interno della provincia

La provincia del Bajan-Ôlgij (Mongolo: Баян-Өлгий Аймаг, Kazako: Баян Өлгей) è la provincia più occidentale della Mongolia; si estende su un territorio montuoso che comprende il versante settentrionale della catena dell'Altaj mongolo, con vette che superano i 4.000 metri, quali il picco Hùjtnij del massiccio Tavan Bogd uul. Il territorio è ricco di fiumi, a carattere torrentizio, tra cui spicca il fiume Hovd e di laghi montani, il più grande dei quali è il Tolbo nuur.
Confina a sud – sud ovest con la Cina, a nord con la Siberia (Russia) e ad ovest con le province dell'Uvs e di Hovd.
La popolazione, composta quasi interamente da nomadi mongoli, conta una minoranza di origine kazaka che si differenzia dagli altri per la religione (islamismo sunnita non tradizionalista), per la lingua (tartara), per il modo di vestire (costumi dai colori vivaci e ornati da gioielli) e dalle gher (più alte più ampie e più decorate di quelle mongole). Inoltre alcuni di essi sono ancora dediti alla caccia con l'aquila che si svolge, in alta montagna, da novembre a dicembre.

## Geografia antropica

### Suddivisioni amministrative
La provincia è suddivisa in distretti (sum), Ôlgij, la capitale, si trova in un distretto a sé stante.
Elenco dei distretti della provincia del Bajan-Ôlgij:

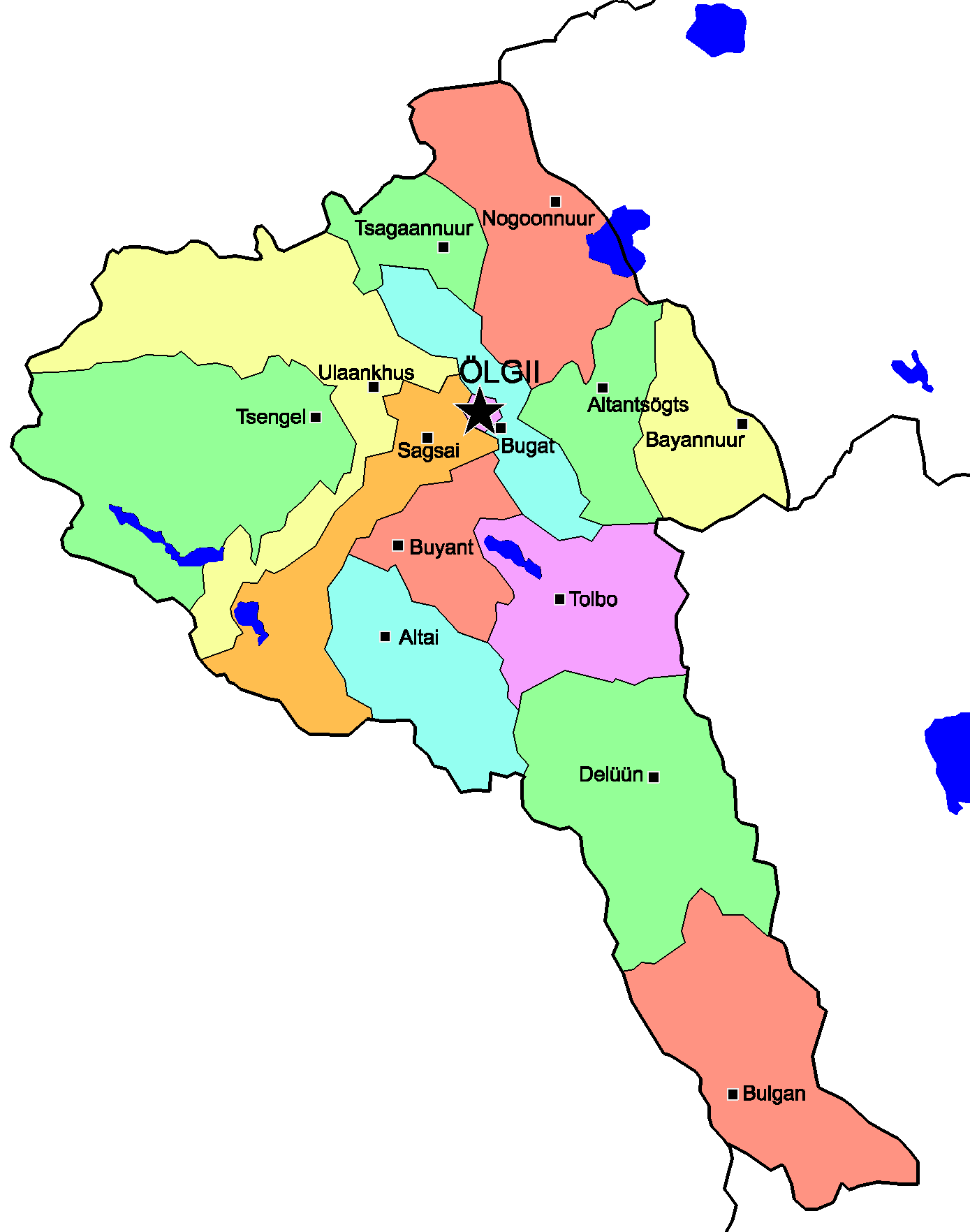
I sum della provincia del Bajan-Ôlgij (nella traslitterazione anglosassone)

| Sum                     | Lingua mongola |
| Distretto di Altaj      | Алтай          |
| Distretto di Altancôgc  | Алтанцөгц      |
| Distretto di Bajannuur  | Баяннуур       |
| Distretto di Bugat      | Бугат          |
| Distretto di Bujant     | Буянт          |
| Distretto di Bulgan     | Булган         |
| Distretto di Dėlùùn     | Дэлүүн         |
| Distretto di Nogoonnuur | Ногооннуур     |
| Distretto di Ôlgij      | Өлгий          |
| Distretto di Sagsaj     | Сагсай         |
| Distretto di Tolbo      | Толбо          |
| Distretto di Ulaanhus   | Улаанхус       |
| Distretto di Cagaannuur | Цагааннуур     |
| Distretto di Cėngėl     | Цэнгэл         |